# 奕譓
奕譓（1845年11月15日—1877年3月22日）爱新觉罗氏，清朝道光帝第九子，孚郡王。

## 生平
奕譓生于道光二十五年十月十六日（1845年11月15日）。生母为琳贵妃乌雅氏。他是奕譞的同母弟弟，光绪帝的叔父。道光三十年正月（1850年），奕譓被封为孚郡王。准戴用红绒结顶冠，朝服蟒袍俱准用金黄色。咸丰帝即位后，奕譓两次获“免宴见叩拜，奏事书名。”同治三年四月（1864年）分府，在内廷行走，仍在上书房读书。同治三年七月，管理乐部，十月派充正白旗总族长。同治四年三月（1865年），管理武英殿、正蓝旗觉罗学事务。同治十年六月（1871年）补授内大臣。同治十一年九月（1872年），赏加亲王衔。同治十三年九月（1874年），赏穿黄马褂。光绪元年（1875年），补授正蓝旗汉军都统。
光绪三年二月初八日（1877年3月22日）申时薨，享年33岁，谥曰敬。
奕譓葬于今北京市海淀区苏家坨镇草厂村，其墓俗称“九王坟”。

## 延伸阅读
[在维基数据编辑]
 《清史稿·卷228》
 《清史稿·卷221》，出自趙爾巽《清史稿》